# Borislav Topić
Borislav Topić (in serbo Бopиcлaв Toпић?; Prijedor, 22 maggio 1984) è un ex calciatore bosniaco, di ruolo centrocampista.